# Driukivșciîna, Lohvîțea
Driukivșciîna (în ucraineană Дрюківщина) este un sat în comuna Iskivți din raionul Lohvîțea, regiunea Poltava, Ucraina.

## Demografie
Componența lingvistică a localității Driukivșciîna
     Ucraineană (98,15%)
     Rusă (1,85%)
Conform recensământului din 2001, majoritatea populației localității Driukivșciîna era vorbitoare de ucraineană (98,15%), existând în minoritate și vorbitori de rusă (1,85%).